# Ugli
Ugli er en jamaicansk citrusfrugt. Den menes at være en selvopstået krydsning mellem appelsin, mandarin og grapefrugt. Den blev første gang dyrket i Brown's Town i Jamaica i 1914.
Uglifrugten har sit navn efter den uindbydende, rynkede, grøngule skal, som sidder løst omkring det orange citruskød. En uglifrugt er lidt mindre end en grapefrugt og har færre kerner. Smagen læner sig mere op ad den søde klementin end den bitre grapefrugt. Frugten har sæson fra december til april. Den bliver solgt i USA, Storbritannien og Europa mellem november og april og kan indimellem fås fra juli til september.